# Yoü and I
«Yoü and I» és el quart senzill del segon àlbum d'estudi anomenat Born This Way, de la cantant americana Lady Gaga. Va ser estrenat el dia 23 d'agost de 2011.